# Chiêu Hoài hầu
Trần Hiện (Chữ Nho: 陳現; ? – 1313 hoặc 1314), là một tông thất hoàng gia Đại Việt thời nhà Trần trong lịch sử Việt Nam.

## Hành trạng
Không rõ thân thế của Trần Hiện, chỉ biết ông là thành viên hoàng tộc nhà Trần với tước Thượng vị Chiêu Hoài hầu.
Tháng 3 (ÂL) năm Giáp Ngọ (1294), Trần Hiện được phong chức Đô áp nha, coi giữ các sắc mục trong ngoài cung Thánh Từ (cung điện của Thái hậu).
Tháng 2 (ÂL) năm Quý Mão (1303), vua Trần Anh Tông lấy Trần Hiện giữ chức Nhập nội Phụ quốc Thái bảo. Ông là người đầu tiên giữ chức Thái bảo dưới triều Trần, cùng Thái sư Trần Đức Diệp, Thái úy Trần Nhật Duật, Bình chương Trần Quốc Chẩn quản lý triều chính.
Tháng 12 (ÂL) năm Quý Sửu (1313), Chiêu Hoài hầu Trần Hiện qua đời. Đến năm Giáp Tý (1324) thì triều đình mới trao chức Nhập nội Phụ quốc Thái bảo cho Uy Túc công Trần Văn Bích.